# Enak
Enak of Anak (Hebreeuws: הענק) is een persoon uit de Hebreeuwse Bijbel. Enak had drie zonen (Rechters 1:20) en leefde in de Kanaänitische stad Hebron (Numeri 13:17-22), net als zijn vader Arba (Jozua 15:13; 21:11).

## Enakieten
Enak was de stamvader van de Enakieten, die נְפִלִים, nəfîlîm, "reuzen" werden genoemd door de Israëlieten (Numeri 13:33) — een verwijzing naar de nefilim die in de periode voor de zondvloed leefden (Genesis 6:1-4). De Enakieten woonden in het bergland van Juda, in Hebron, Dabir en Anab, en in het bergland van Israël (Jozua 11:21). Nadat deze uitgeroeid waren door de Israëlieten, woonden er alleen nog Enakieten bij de Filistijnen in Gaza, Gat en Ashdod (Jozua 11:22). Mogelijk was Goliat een afstammeling van hen.

## Enakskind
Met de term 'enakskind' wordt in het Nederlands een grote, sterke kerel bedoeld.